# Nikolai Wassiljewitsch Uspenski

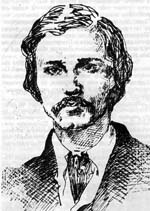
Nikolai Wassiljewitsch Uspenski

Nikolai Wassiljewitsch Uspenski (russisch Николай Васильевич Успенский, wiss. Transliteration Nikolaj Vasil'evič Uspenskij; geb. 18. Mai 1837 in Tula; gest. 21. Oktober 1889 in Sankt Petersburg) war ein russischer Schriftsteller.
Er war ein Cousin von Gleb Iwanowitsch Uspenski und ist vor allem für seine Essays über das Volksleben (Otscherki narodnogo byta) (1858) und andere naturalistische Erzählungen bekannt, in denen er das Elend und die Hässlichkeit des bäuerlichen Lebens kraftvoll und düster schildert.
1861 erschienen die Geschichten von Nikolai Uspenski in zwei Miniaturbänden und sorgten für Aufsehen. Seine Kurzgeschichten wurden in vielen Auflagen wiederholt veröffentlicht.
N. W. Uspenski zählte mit Schriftstellern wie A. I. Lewitow und F. M. Reschetnikow zu den demokratischen Schriftstellern der 1860er–1870er Jahre. Dem Literaturwissenschaftler Sergei Georgijewitsch Lasutin zufolge waren sie die ersten, die die Tschastuschki in ihren Werken wiedergaben und darin einen leuchtenden Ausdruck der nationalen Gefühle fanden.
Nach mehreren Jahren der Wanderschaft beendete Uspenski sein Leben durch Selbstmord.

## Werke
- 1858. Die Kurzgeschichte "Die alte Frau" (Старуха). Veröffentlicht in Sowremennik.
- 1858–1859. "Essays über das Volksleben" (Очерки народного быта). Veröffentlicht in Sowremennik. (nachgedruckt zu seinen Lebzeiten - 1875)
- 1861–1864. "Nikolai Wassiliewitschs Geschichten" (Рассказы Николая Васильевича Успенского).
- 1876. "Romane, Erzählungen und Essays" (Повести, рассказы и очерки), in drei Bänden.
- 1883. "Werke, Erzählungen, Geschichten und Essays" (Сочинения, повести, рассказы и очерки) in 4 Bänden.